# Chiesa di San Giovanni in Compito
La chiesa di San Giovanni Battista è la parrocchiale nella località di San Giovanni in Compito a Savignano sul Rubicone, in provincia di Forlì-Cesena. Appartiene al vicariato di Savignano-Santarcangelo della diocesi di Rimini e risale al VII secolo.

## Storia
L'antichissima pieve viene citata già dal VII secolo nella città di Compito, di fondazione romana. IL luogo, che è situato a ovest del centro abitato di Savignano, col tempo ha perso importanza ed è divenuto un semplice sobborgo del comune mentre storicamente ha rivestito un ruolo notevole legato al suo quadrivio  sulla via Emilia. Dell'edificio si persero le documentazioni sino a quando nel Codice Bavaro ricompare con la descrizione di pieve.

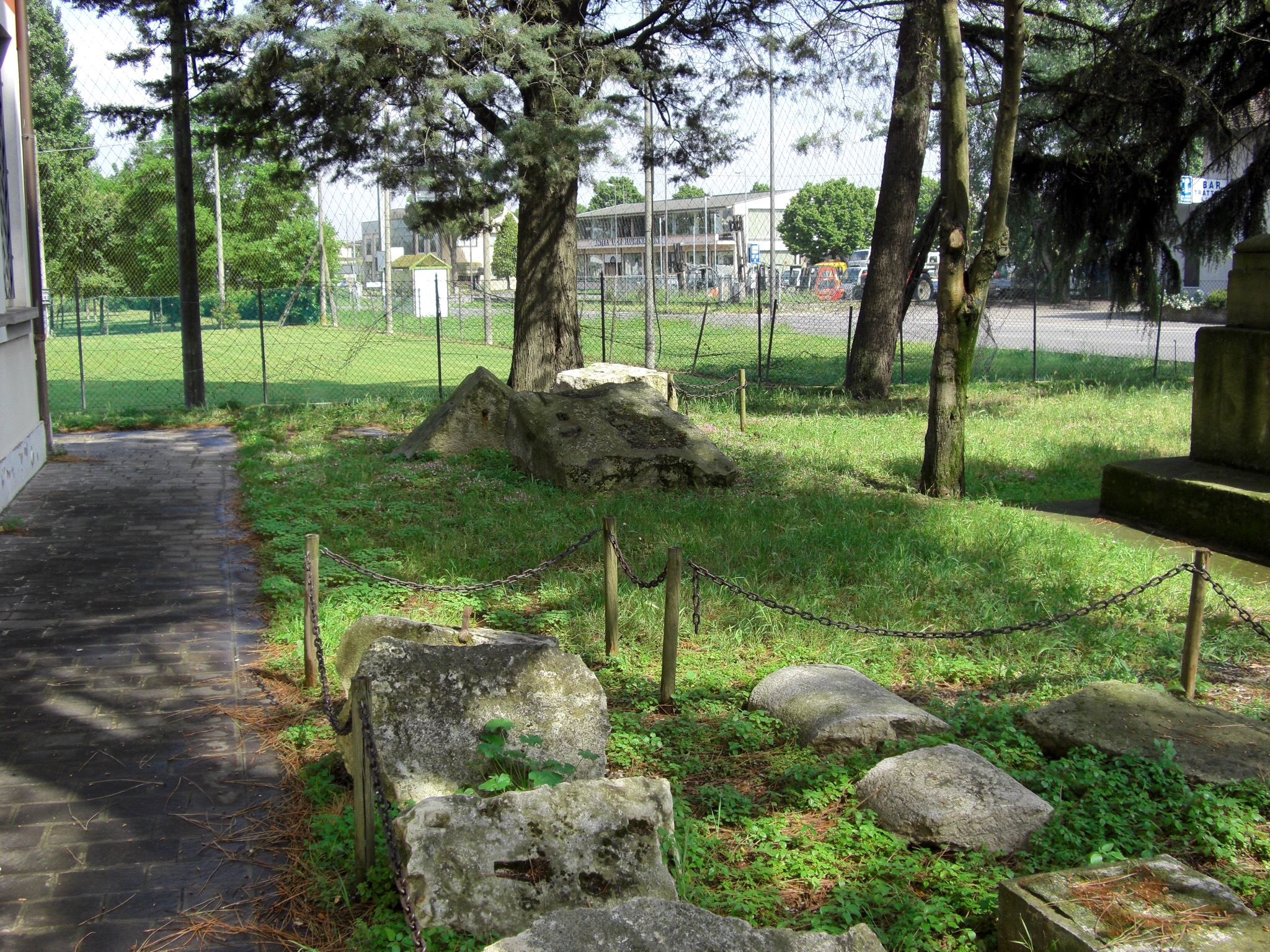
Ruderi di età romana accanto alla pieve.

Nella seconda metà del XIV secolo la chiesa subì un declassamento e diventò semplice chiesa rurale, di secondo piano. Fu solo durante il XIX secolo che l'antico luogo di culto venne ristrutturato e restaurato nelle sue forme romaniche. Nello stesso periodo venne valorizzata la sua storia con l'inaugurazione del museo archeologico dedicato.
L'ultimo ciclo di restauri è stato realizzato dopo gli anni cinquanta del XX secolo, e in tale occasione sono stati riparati i danni subiti durante il secondo conflitto mondiale anche se sono andate perdute in modo permenente antiche strutture di grande valore artistico e storico, come 
l'antica abside, abbattuta perché pericolante.

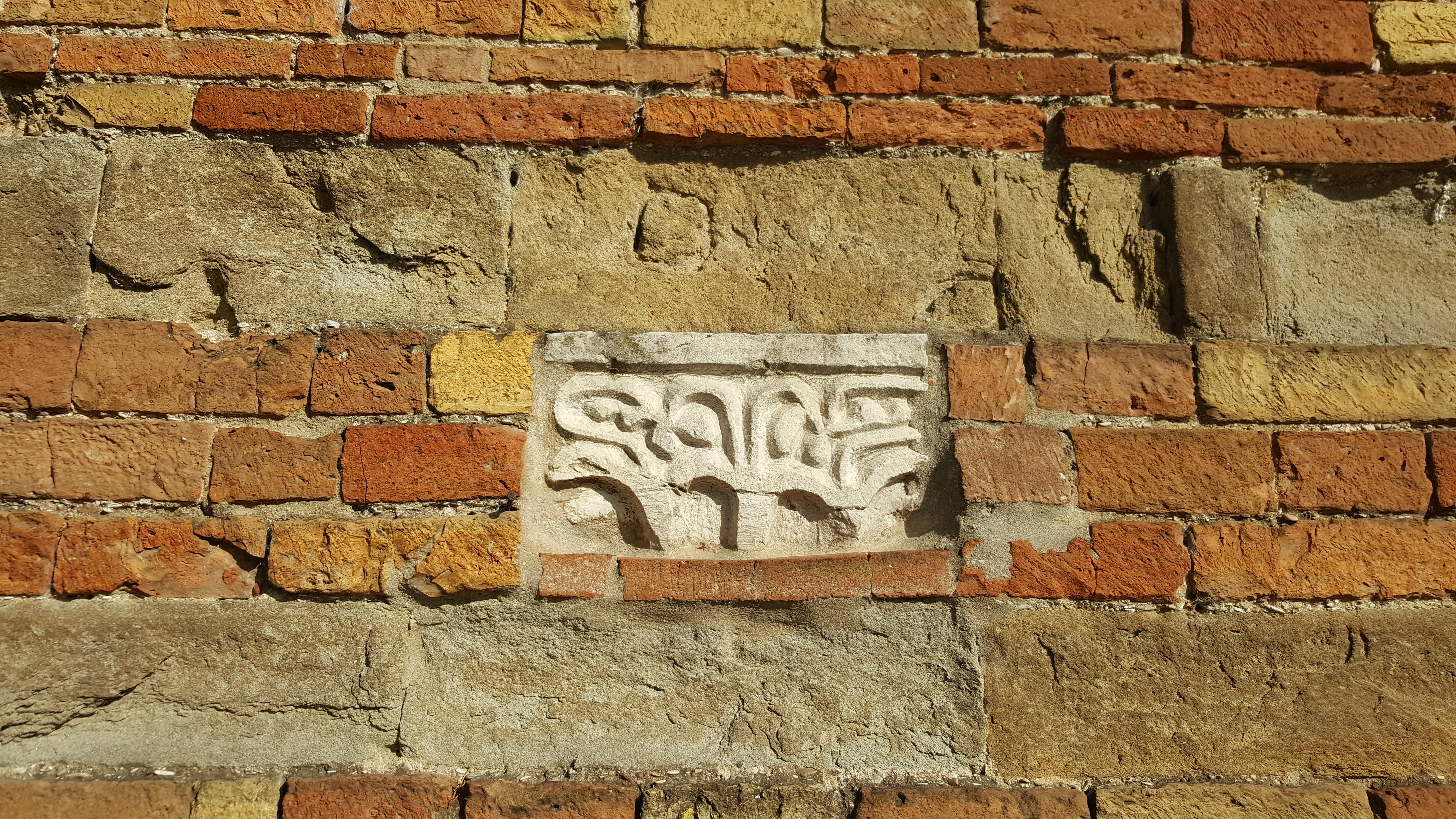
Particolare sulla facciata esterna.

## Descrizione

### Esterno
La facciata a capanna è semplice, in mattoni a vista che si alternano a strati di arenaria di diverso colore. Il portale è caratterizzato dall'architrave marmoreo con sculture a treccia ed è parte originale dell'antica pieve del VII secolo. Sopra il prospetto è ingentilito da una monofora e da una bifora sopra di essa.

### Interno
La navata interna è unica e l'intonacatura in alcuni punti mostra l'antica muratura originale. 
Nella sala sono conservati due capitelli romanici dell'XI secolo del tipo cubico che vengono usati come acquasantiere.

## Museo del Compito
Nella canonica accanto alla Pieve sono stati raccolti tutti i reperti rimasti della Compitum romana, e lo spazio è divenuto ambiente museale.